# Полтавцев, Корнелий Николаевич
Корнелий Николаевич Полтавцев (Также встречается написание имени Корнилий; 1823—1866) — русский актёр, артист Императорских Московских театров.
Корнелий Полтавцев родился в декабре 1823 года Курске, воспитывался в доме генерала Бороздина
Образование получил в Московском театральном училище. Хорошо владел французским языком, знал его с детства. Это давало возможность участвовать ему как в русских так и во французских спектаклях. Сценическую деятельность начал в Москве, в Малом театре в 1842 году (по другим данным 7 ноября 1842 года вступил во французскую театральную труппу). Поначалу играл в эпизодах крошечные роли. Уехал в провинцию в 1845 году и там начал играть разные роли, в том числе и главные, там раскрылся талант и природное дарование Полтавцева. Объездил многие города юга Российской империи (Одесса 1845—1846, Кишинёв 1846—1847, Таганрог, Ростов-на-Дону 1848—1849, Воронеж, Тула 1849—1850).
В конце 1840-х годов одаренность Полтавцева и уже приобретенный сценический опыт помогли ему завоевать успех. Особенно громкий успех принесло ему исполнение в Кишинёве роли Фердинанда. Известный русский артист оперы и драмы И. И. Лавров, видевший Полтавцева в Таганроге осенью 1848 года, писал: «При его участии стали давать большие драмы и трагедии. Публике и нам всем он очень понравился. Он имел звучный голос, хорошую дикцию и много энергии».
Полтавцев обладал прекрасными внешними сценическими данными, статной фигурой, красивым тембром голоса.
В 1850 году он вернулся в Москву и с блеском исполнил роль Ляпунова в пьесе Н. В. Кукольника «Князь Михаил Васильевич Скопин-Шуйский», в которой до этого блистал П. С. Мочалов. Александр Островский положительно отмечал что Полтавцев пытается продолжать сценическую традицию Мочалова. Так к нему перешли все лучшие роли Павла Степановича Мочалова в пьесах: «Кин», «Гамлет», «Смерть, или честь», «Жизнь игрока», «Бесёнок», «Двумужница».
Лучшими ролями Корнелия Николаевича были: король Лир, Отелло, Кориолан, Фердинанд («Коварство и любовь»), Жорж («Жизнь игрока»), Делормель («Детский доктор»), Ляпунов («Смерть Ляпунова»), Грязной («Царская невеста»).
В 1853 году (20 августа) Полтавцев играл роль Хорькова в первой постановке «Бедной невесты» А. Н. Островского.
В 1850—1863 гг неоднократно давал бенефисы на сценах Большого и Малого театров.
Последний раз Корнелий Николаевич выступил на сцене Малого театра в 1865 году в роли Романа Дубровина в пьесе А. Н. Островского «Воевода».
Супруга — актриса Елизавета Павловна Полтавцева, урождённая Макарова. В семье Корнелия Полтавцева жил, после смерти своих родителей, Александр Павлович Ленский.
Умер Корнелий Полтавцев 29 декабря 1865 года (10 января 1866), погребён на Пятницком кладбище.